# Cezary Domagała
Cezary Grzegorz Domagała (ur. 8 stycznia 1961 w Niemodlinie) – polski aktor teatralny, filmowy i telewizyjny, reżyser teatralny oraz autor tekstów piosenek i spektakli muzycznych.

## Życiorys
Ukończył studia na Wydziale Aktorskim PWSFTviT w Łodzi (1983). Związany był z teatrami: Lubuskim w Zielonej Górze, Na Targówku, Rampa, Rozmaitości, Syrena, Adekwatnym, Staromiejskim i Buffo w Warszawie. Jako aktor występował m.in. w musicalu Metro i programach TV (Zulu-Gula), zagrał kilkadziesiąt ról filmowych. Popularność przyniosły mu role Maćka Derbicha w serialu W labiryncie i śpiewaka Zadory w serialu opartym na prozie Kornela Makuszyńskiego Panna z mokrą głową.
Członek ZASP, ZAiKS, ASSiTEJ (Międzynarodowego Stowarzyszenia Teatrów dla Dzieci i Młodzieży).
W 1999 zdobył Atest ASSITEJ za przedstawienie Pinokio, czyli muzyczna opowieść o dobrym wychowaniu według Carla Collodiego w Teatrze im. Wilama Horzycy w Toruniu. W 2005 został uhonorowany nagrodą za reżyserię przedstawienia Cafe Sax w Teatrze Dramatycznym w Elblągu na XIV Konkursie Teatrów Ogródkowych w Warszawie.

## Filmografia
- 1982: Gry i zabawy − Darek
- 1986: Zmiennicy − student, kolega Krashana, który zrobił za niego projekt (odc. 1)
- 1987: Trzy kroki od miłości
- 1987: Rzeka kłamstwa − Bazyli, młody Cygan (odc. 3)
- 1987: 07 zgłoś się − kelner w „Victorii” (odc. 21)
- 1988: Z soboty na poniedziałek
- 1988–1990: W labiryncie − Maciek Derbich
- 1989: Sceny nocne
- 1991: Pogranicze w ogniu − kierownik grupy fotografów, uczestnik akcji „Wózek” (odc. 17 i 24)
- 1992: Żegnaj Rockefeller − młody lekarz (odc. 10)
- 1993: Goodbye Rockefeller − młody lekarz
- 1993: Człowiek z... − milicjant
- 1994: Szczur − członek ekipy realizującej konkurs
- 1994: Panna z mokrą głową − tenor Zadora (odc. 5 i 6)
- 1994: Panna z mokrą głową − tenor Jan Zadora
- 1995: Gracze − asystent Potockiego
- 1996: Dom − lekarz zajmujący się Andrzejem Talarem po wypadku (odc. 14)
- 1997–2012: Klan − Marek Pukała, prezes Firmy Farmaceutycznej „Medica”
- 2000–2001: Złotopolscy − komisarz Leszek Chojnaś (odc. 244 i 341)
- 2000–2001: M jak miłość − policjant (odc. 14, 15 i 55)
- 2000: Klasa na obcasach − członek zarządu liceum
- 2002–2010: Samo życie − pacjent oddziału intensywnej terapii szpitala leżący na jednej sali z Bronisławem Jankowskim
- 2002: As − Rozmus, ojciec Iwony (odc. 1)
- 2003–2011: Na Wspólnej − ojciec Magdaleny
- 2003: Na dobre i na złe − nefrolog (odc. 135)
- 2006: Kryminalni − Tadeusz Pomian, właściciel biura matrymonialnego (odc. 62)
- 2007: I kto tu rządzi? − reżyser Jerry (odc. 8)
- 2010: Trzy minuty. 21:37 − scenograf